# Бохуслав Соботка
Бохуслав Соботка (чеш. Bohuslav Sobotka; Телњице, 23. октобар 1971) био је чешки премијер од 29. јануара 2014. године. Од 1996. је био изабран у Дом посланика Парламента Чешке Републике, од 2002. до 2006. био је министар финансија, те од 2003. до 2004. и од 2005. до 2006. заменик премијера. Од 2010. године је секретар Чешке социјалдемократске партије. Председник Милош Земан га је потврдио за новог премијера Чешке 29. јануара 2014. године.